# Нгуєн Ван Тхань
Нгуєн Ван Тхань (30 листопада 1950 - 17 липня 2023) — в'єтнамський дипломат. Надзвичайний і Повноважний Посол В'єтнаму в Україні.

## Біографія
Народився 30 листопада 1950 року в провінції Нгеан, В'єтнам. У 1976 році закінчив Київський інститут легкої промисловості, інженер-економіст. Володіє іноземними мовами: російською та англійською.
У 1976 - 1978 працював на фабриці текстильних виробів в місті Ханой
У 1978 - 1982 працював на текстильно-механічній фабриці «Залам»
У 1982 - 1992 експерт в підкомісії з питань індустріалізації Центрального Інституту економічного менеджменту
У 1992 - 1993 заступник начальника Підкомісії з питань індустріалізації Центрального Інституту економічного менеджменту
У 1993 - 1996 заступник генерального директора Департаменту у справах реформи підприємств підпорядкованих Уряду В'єтнаму.
У 1996 - 1997 Генеральний директор Департаменту у справах реформи підприємств підпорядкованих Уряду В'єтнаму.
У 1997 - 1998 Секретар Віце-Прем'єр-Міністра, Секретар Президента В'єтнаму.
У 1998 - 2006 Помічник Президента В'єтнаму.
У жовтні 2006 отримав згоду Уряду України на призначення Послом в Україні
З 07.02.2007 — Надзвичайний і Повноважний Посол Соціалістичної Республіки В'єтнам в Києві.